# Latinxua Sinwenz
Le Latinxua Sinwenz (chinois : 拉丁化新文字 ; pinyin : Lādīnghuà Xīn Wénzì, parfois aussi appelé Sin Wenz, Latinxua Sin Wenz, Zhongguo Latinxua Sin Wenz, Beifangxua Latinxua Sin Wenz ou Latinxua) est un système peu utilisé de romanisation du mandarin. Il s'écrivait généralement sans représentation des tons, ceux-ci devant alors être déduit du contexte.
L'intérêt historique est d'être le premier système de romanisation utilisé par les Chinois natifs en lieu et place des sinogrammes. Il fut développé par l'Union des républiques socialistes soviétiques et utilisée par les immigrants chinois, jusqu'à ce que la plupart d'entre eux quittent le pays. Plus tard, il resurgit temporairement dans le nord de la Chine, utilisé dans 300 publications, jusqu'à l'établissement de la République populaire de Chine, qui marqua son abandon.

## Histoire et développement
Dès 1928, des travaux au sein de l'institut soviétique de recherche sur la Chine visent à créer un système favorisant l'éducation de la large population chinoise vivant à l'est de l'Union des républiques socialistes soviétiques, principalement des immigrés travaillant à Vladivostok et Khabarovsk., le Beifangxua Latinxua Sin Wenz (北方話拉丁化新文字).
La différence principale avec les précédents systèmes de romanisation est la volonté de créer une solution remplaçant à terme totalement les sinogrammes. L'alphabet latin leur semblait en cela plus adapté que le cyrillique. La complexité du Gwoyeu Romatzyh dans l'indication des tons a poussé à ne pas les inclure dans le Latinxua Sin Wenz. Deuxième particularité, n'étant pas spécifique au mandarin, le système permet de retranscrire les autres dialectes chinois.
Le militant marxiste, d'origine chinoise mais vivant à Moscou, Qu Qiubai (1899-1935) et le linguiste russe V.S. Kolokolov (1896-1979) ont créé un prototype de romanisation en 1929.
En 1931, un effort coordonné entre les sinologistes soviétiques V.M. Alekseev, A.A. Dragunov et A.G. Shrprintsin et les érudits moscovites Qu Qiubai, Wu Yuzhang, Lin Boqu, Xiao Sa], Wang Xiangbao et Xu Teli établirent le système Latinxua Sin Wenz. Le système était soutenu  par un nombre d'intellectuels chinois comme Guo Moruo et Lu Xun, et des essais eurent lieu pour environ quatre ans avec 100 000 travailleurs chinois immigrés et plus tard, entre 1940 et 1942, dans les régions communistes Shaanxi-Gansu-Ningxia. En novembre 1949, les chemins de fer du nord-est de la Chine adoptèrent le système Latinxua Sin Wenz system pour toutes leurs télécommunications.
Le système fut, pour un temps, très important pour propager l'alphabétisation dans le nord de la Chine, et plus de 300 publications avec un total de 500 000 exemplaires apparurent en Latinxua Sin Wenz.

« En 1944, le mouvement pour la latinisation fut supprimé dans les régions communistes sous prétexte que trop peu de cadres étaient capables d'enseigner le système. Probablement, la vraie raison est que les communistes, préparant de prendre le pouvoir dans un bien plus grand territoire, changèrent d'avis sur leur rhétorique sur le mouvement de latinisation; pour obtenir le maximum de soutien populaire, ils terminèrent l'aide à un mouvement qui avait pour opposants un grand nombre de partisans du système d'écriture traditionnelle. »

## Description
L'alphabet du Sinwenz dépend du dialecte ; les lettres ci-dessous représentent l'une des treize arrangements possibles, celle du Mandarin du Nord-Est.
Pour la plupart des dialectes, l'orthographe des mots est similaire au Pinyin. Cependant, les consonnes palatales affriquées sont écrites avec les mêmes lettres que les arrêts vélaires : Beijing (Pékin en chinois) est ainsi écrit Beiging.
Parmi les autres différences, le sinwenz utilise le x pour les sons [h] et [ɕ], transcrivant les caractères 畫 (huà en pinyin) et 下 (xià en pinyin) en "xua" et "xia".

### Attaques

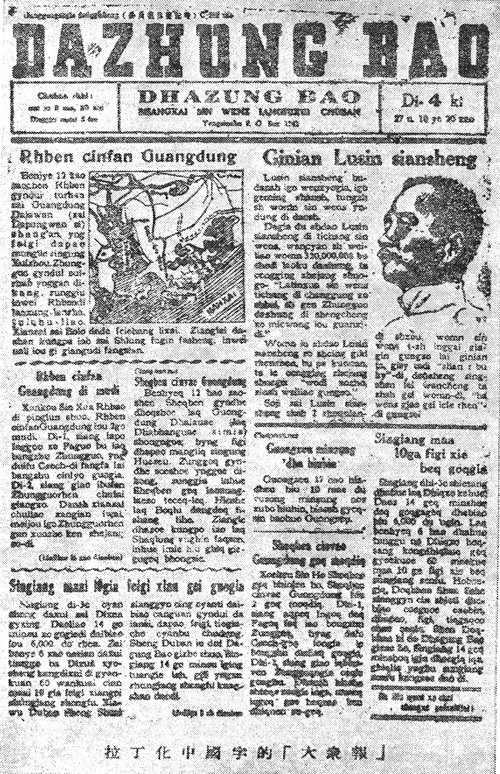
Un numéro du "Dazhung Bao" (大眾报, Dazhong Bao), un journal publié en Latinxua en 1932

|           | bilabiale | bilabiale | labio- dentale | alvéolaire | alvéolaire | rétroflexe   | rétroflexe | alvéolo- palatale | alvéolo- palatale | vélaire | vélaire |
| occlusive | b [p]     | p [pʰ]    |                | d [t]      | t [tʰ]     |              |            |                   |                   | g [k]   | k [x]   |
| nasale    | m [m]     |           | n [n]          |            |            |              |            |                   |                   |         |         |
| latérale  |           |           |                | l [l]      |            |              |            |                   |                   |         |         |
| affriquée |           |           |                | z [ts]     | c [tsʰ]    | zh [tʂ]      | ch [tʂʰ]   | g (j) [tɕ]        | k (q) [tɕʰ]       |         |         |
| fricative |           |           | f [f]          | s [s]      | sh [ʂ]     | rh (r) [ʐ/ɻ] | x [ɕ]      | x (h) [h]         |                   |         |         |

Légende
Marque une différence entre le Sinwenz et le Pinyin
(Pinyin)
[prononciation API]
Les consonnes alvéolaires palatales g, k, x et z, c, s sont interchangeables. Ainsi, 新 (nouveau, xīn en pinyin) peut s'écrire xin ou sin en Sinwenz.

### Finales
| Nucleus (sommet de syllabe) | Coda (fin de syllabe) | Medial (attaque de syllabe) | Medial (attaque de syllabe) | Medial (attaque de syllabe) | Medial (attaque de syllabe) |
| Nucleus (sommet de syllabe) | Coda (fin de syllabe) | Ø                           | i                           | u                           | y                           |
| --------------------------- | --------------------- | --------------------------- | --------------------------- | --------------------------- | --------------------------- |
| a                           | Ø                     | a [a]                       | ia [ia]                     | ua [ua]                     |                             |
| a                           | i                     | ai [ai]                     |                             | uai [uai]                   |                             |
| a                           | u                     | ao [au]                     | iao [iau]                   |                             |                             |
| a                           | n                     | an [an]                     | ian [iɛn]                   | uan [uan]                   | yan (uan) [yɛn]             |
| a                           | ŋ                     | ang [aŋ]                    | iang [iaŋ]                  | uang [uaŋ]                  |                             |
| ə                           | Ø                     | e/o1 [ɤ]                    | ie [ie]                     | uo [uo]                     | ye/yo1 (üe/ue) [ye]         |
| ə                           | i                     | ei [ei]                     |                             | ui [uei]                    |                             |
| ə                           | u                     | ou [ou]                     | iu/iou2 [iou]               |                             |                             |
| ə                           | n                     | en [ən]                     | in [in]                     | un [uən]                    | yn (un) [yn]                |
| ə                           | ŋ                     | eng [əŋ]                    | ing [iŋ]                    | ung3 [ʊŋ]                   | yng (iong) [iʊŋ]            |
| ə                           | ɻ                     | r (er) [ɚ]                  |                             |                             |                             |
| Ø                           | Ø                     | -4 (i) [ɨ]                  | i [i]                       | u [u]                       | y (ü/u) [y]                 |

Légende
Marque une différence entre le Sinwenz et le Pinyin
(Pinyin)
[prononciation API]
- 1 "e" et "ye" s'écrivent comme "o" et "yo" après les attaques g, k et x. Exemples : gogo (哥哥, gēge en pinyin, grand frère), xyosheng (学生, xuésheng en pinyin, étudiant)
- 2 Le mot 有 (yǒu en pinyin) s'écrit "iou" alors que d'autres homophones s'écrivent "iu", de par la fréquence du mot 有 en chinois.
- 3 "ung" tout seul s'écrit "weng".
- 4 Si en pinyin, le son "i" (API [ɨ]) s'écrit après zh, ch, sh, r, z, c et s, il est omis en Sinwenz.

Comme en pinyin, l'espace sépare les mots entiers et non les syllabes. L'apostrophe (') est utilisée devant a, o et e pour séparer les syllabes au sein d'un mot à la graphie ambiguë.
Hormis "u" tout court, les syllabes commençant par u s'écrivent toujours avec un "w" à la place du u. LA syllabe "u" n'est précédée d'un "w" qu'à l'intérieur d'un mot. La même règle s'applique pour "i", remplacé par un "j". L'"y" sera remplacé par un "j" si celui-ci se situe à l'intérieur d'un mot et lorsque la syllabe précédente termine par "n" ou "g". À l'inverse, le pinyin utilise toujours "w" et "y", quelle que soit la position de la syllabe.
S'écrivant sans transcription des tons, une autre source d'ambiguïté du Sinwenz est levée par une série d'exceptions dont voici quelques exemples : 买 (mǎi en pinyin, acheter) et 卖 (mài en pinyin, vendre) sont le même son, dans deux tons différents. Le premier s'écrit maai et le second mai. De même, le pinyin postal est utilisé pour écrire le nom de lieux en Chine.